# Bolckow Vaughan
Pour les articles homonymes, voir Bolckow.
Bolckow, Vaughan & Co., Ltd est une compagnie minière et sidérurgique fondée en 1864 par deux associés, Henry Bolckow (en) et John Vaughan. Pionnière et étendard de l'industrie lourde galloise à la fin du XIXe siècle, l'entreprise se développe vigoureusement pour devenir, en 1907, un des plus gros, si ce n'est le plus gros, producteur de fonte du monde. Manquant le virage de l'acier (malgré son rôle clé dans le développement du procédé Thomas), qui devient le produit ferreux principal au début du XXe siècle, l'entreprise fait faillite en 1929, terrassée par la Grande Dépression.

## Histoire

### Origines, 1840 - 1851
En 1840, Henry Bolckow (1806–1878) et John Vaughan (1799–1868) se lancent dans la production de fer. Ces deux associés, qui sont également beaux-frères par leurs femmes, Miriam et Eleonor Hay, habitent à moins de 400 m de leur usine, située dans la Vulcan Street de Middlesbrough.

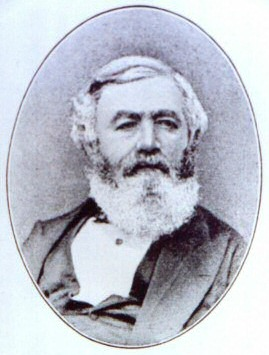
Henry Bolckow (en) (1806-1878), fondateur et financier.
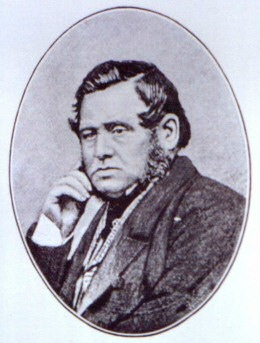
John Vaughan (1799-1868), fondateur et maître de forges.

En 1846, Bolckow et Vaughan édifient leur premier haut fourneau à Witton (en), en l'alimentant avec du coke issu du charbon local, et du minerai de fer de Whitby, sur la côte. La fonte produite à Witton est transportée à Middlesbrough pour y être transformée et mise en forme.
En 1850, Vaughan et son ingénieur géologue John Marley (géologue) (en) découvrent du minerai de fer, idéalement situé près d'Eston (en), dans les collines de Cleveland, dans le Yorkshire.

### L'expansion, 1851 - 1868
En 1851, Bolckow et Vaughan construisent un haut fourneau à South Bank (Middlesbrough), près d'Eston, pour consommer le minerai qui vient d'y être découvert. La transformation du minerai en produit fini se déroule sur un seul site. Ce haut fourneau est le premier à être édifié sur la Tees, qui sera par la suite surnommée la « rivière de l'acier ». L'agglomération de Middlesbrough passe de 40 habitants en 1829, à 7 600 habitants en 1851, puis 19 000 en 1861 et atteint 40 000 habitants en 1871, dopée par le formidable développement de l’industrie sidérurgique.
En 1864, Bolckow, Vaughan and Company Ltd est enregistrée avec un capital de £2 500 000, ce qui en fait l'entreprise la plus importante jamais créée jusqu'alors,. À cette époque, les avoirs de la compagnie comprenaient des mines de fer, des charbonnages, des carrières de calcaire (pour produire de la chaux) à, respectivement, Cleveland, Durham et Weardale, ainsi que des usines sidérurgiques s'étendant sur près de 300 ha le long des rives de la Tees.
Vaughan décède en 1868. L'Institution of Civil Engineers, dans sa nécrologie, commente l'association entre Vaughan et Bolckow comme « vraiment remarquable dans sa répartition du travail relatif à la gestion de l'entreprise. Comme ils entretenaient une confiance absolue l'un vis-à-vis de l'autre, aucun des deux associés n'a jamais interféré, ne serait-ce que légèrement, dans les affaires de l'autre. Alors que M. Bolckow avait la responsabilité de toutes les affaires financières, M. Vaughan se consacrait à tout ce qui concernait le fonctionnement concret de l'usine ».

### Le géant industriel 1869 - 1929
En 1871, Edward Johnson-Ferguson (en) (1849–1929) devient le directeur de Bolckow & Vaughan ; il en devient Président-directeur général (et anobli) jusqu'à sa mort.
En 1875, Edward Windsor Richards (en) est nommé directeur général des usines sidérurgiques Middlesbrough Ironworks. Richards avait conçu et construit la nouvelle usine d'Eston, les Cleveland Steel Works. Cette usine, dotée de 3 hauts fourneaux au coke, produit une fonte hématite (c'est-à-dire sans phosphore) affinée aux convertisseurs Bessemer. Informé des essais de déphosphoration de fonte réalisés aux Blaenavon Ironworks par Percy Carlyle Gilchrist et Sidney Gilchrist Thomas, il leur met à disposition un gros convertisseur où est perfectionné le procédé Thomas : c'est dans cette usine que le revêtement réfractaire à base de dolomie et de goudron est complètement mis au point, et où le procédé Thomas est exposé au monde.
L'usine se modernise et continue sa course au gigantisme. En 1877, l'aciérie d'Eston réceptionne une machine à vapeur de laminoir des Vulcan Iron Works (en) de Thwaites and Carbutt (en), à Bradford. Le diamètre de chaque cylindre est de 36 pouces (914,4 mm) et la course atteint 54 pouces (1 371,6 mm).
Une activité annexe à la sidérurgie, mais rentable, consiste en l'extraction de sel. En 1863, l'ingénieur géologue John Marley (géologue) (en) découvre un gisement de sel gemme à Middlesbrough, alors qu'il fonçait un puits pour trouver de l'eau. L'exploitation de la strate de sel, épaisse de plus de 30 mètres et à une profondeur de 400 mètres, ne s'avère pas rentable à cause de venues d'eau continuelles, et l'extraction est abandonnée. Cependant, en 1882, la technique d'extraction hydraulique est mise au point avec une extraction du sel sous la forme de saumure. Dans les années 1890, la production annuelle de sel par Bolckow & Vaughan et d'autres compagnies locales atteint 300 000 tonnes annuelles
Le 2 juin 1884, Sir Joseph Pease inaugure un monument, toujours debout, à la mémoire de John Vaughan dans l'Exchange Square, à Middlesbrough. Devant une foule de 15 000 personnes, devant laquelle il décrit la ville comme la « plus grande région productrice d'acier au monde », il compare Bolckow et Vaughan aux fondateurs mythique de Rome, Romulus et Rémus. La statue de bronze, de George Anderson Lawson (en) est caractéristique du courant New Sculpture (en).
Le Bulmer's Gazetteer de 1890 précise qu'en 1888, Bolckow & Vaughan exploitait 6 des 36 mines de fer de Cleveland et Whitby, et que la teneur en fer du minerai de leur mine d'Eston était de 33,62 %. En 1887, la compagnie disposait de 4 usines sidérurgiques sur les 21 présentes dans la zone de Cleveland, et de 9 hauts fourneaux sur 91.
Dans les années 1900, Bolckow & Vaughan est incontestablement la plus grosse entreprise sidérurgique de Grande-Bretagne, et probablement la plus grosse au monde. En 1905, l'entreprise produit 820 000 tonnes de fonte brute, ce qui correspond à 8,5 % du tonnage produit par la Grande-Bretagne et le double de son plus gros concurrent. En 1907, Bolckow & Vaughan est l'un des plus gros employeurs du pays, en faisant travailler près de 20 000 personnes.
En 1918, l'entreprise dispose de sa propre équipe féminine de football, qui arrive en finale de la Tyne Wear & Tees Alfred Wood Munition Girls Cup, où elle s'incline 5-0 devant l'équipe féminine du Blyth Spartans Athletic Football Club.

### Effondrement en 1929
En 1929, Bolckow & Vaughan, en cessation de paiements, est contraint de passer sous le contrôle du sidérurgiste Dorman Long (en), qui liquide les avoirs de l'entreprise. Aucune histoire de l'entreprise n'est écrite.
L'expansion et la chute de la compagnie peut être appréhendée en considérant le nombre de mines et de carrières exploitées pour l'alimentation des usines, :
| Date                                          | 1864 | 1873 | 1882 | 1888 | 1896   | 1902   | 1909 | 1914   | 1921   | 1923  | 1925  | 1929 |
| Nombre d'employés (hors usines sidérurgiques) |      |      |      |      | 11 533 | 11 846 |      | 14 612 | 12 463 | 8 800 | 7 999 | 0    |
| Nombre de mines et de carrières               | 10   | 16   | 17   | 20   | 19     | 22     | 15   | 23     | 26     | 23    | 23    | 0    |

De même, on peut constater l'importance de la production de fonte, initialement très rentable mais qui devient une faiblesse lorsque les concurrents se mettent à produire de l'acier :
| Date                               | 1845 , | 1885    | 1896    | 1905    | 1913    |
| Tonnes                             | 20 000 | 460 000 | 640 000 | 820 000 | 740 000 |
| % de la production totale anglaise |        | 6,2 %   | 7,4 %   | 8,5 %   | 7,2 %   |

Les causes de la faillte de Bolckow & Vaughan sont multiples. Tout d'abord, de mauvais choix dans la décennie 1900-1910, qui retardent l'adoption des meilleures technologies pour la production d'acier (le procédé Martin-Siemens, qui se généralise, rend obsolète la stratégie du « tout haut fourneau ») ; une confiance excessive dans les promesses de subventions que le gouvernement britannique avait formulées pendant la guerre, qui amène l'entreprise à contracter des emprunts très coûteux en 1918 au lieu d'accepter une recapitalisation (ce que l'entreprise fait finalement en 1923) ; l'échec de la diversification vers des aciers plus rentables comme les tubes, les tôles et les plaques pour la construction navale ; le manque d'investissement dans les mines de charbon ; et le manque de liquidités. Il s'agit donc d'une stratégie mal pensée, à la fois à long terme et à court terme.

## Héritage
La zone qu'occupait Bolckow & Vaughan près des tôleries d'Eston, derrière le port de la Tees, est encore marquée par des bornes sur la route du quai Smiths à Middlesbrough.
Les tombes des deux fondateurs de la compagnie, au cimetière de l'église St Cuthbert d'Ormesby (en), qui avaient été laissées à l'abandon pendant tout le XXe siècle, ont été rénovées en 2009.